# HMS Shark (54S)
Pour les autres navires du même nom, voir HMS Shark.
Le HMS Shark (Pennant number: 54S) est un sous-marin de la classe S de la Royal Navy britannique. Mis en service en 1934, il sert pendant la Seconde Guerre mondiale. Le Shark est un des douze navires nommé dans la chanson Twelve Little S-Boats.

## Conception et description
La deuxième série de sous-marins de la classe S a été conçue comme une version légèrement améliorée et élargie des premiers bateaux de la classe et était destinée à opérer en mer du Nord et en mer Baltique. Les sous-marins avaient une longueur totale de 63,6 m, une largeur de 7,3 m et un tirant d'eau moyen de 3,6 m. Ils déplaçaient 780 t en surface et 975 t en immersion. Les sous-marins de classe S avaient un équipage de 40 officiers et matelots. Ils avaient une profondeur de plongée de 91,4 m.
Pour la navigation en surface, les sous-marins étaient propulsés par deux moteurs Diesel de 775 chevaux (578 kW), chacun entraînant un arbre d'hélice. En immersion, chaque hélice était entraînée par un moteur électrique de 650 chevaux-vapeur (485 kW). Ils pouvaient atteindre 13,75 nœuds (25,47 km/h) en surface et 10 nœuds (19 km/h) sous l'eau. En surface, les sous-marins du deuxième groupe avaient une autonomie de 6 000 milles nautiques (11 000 km) à 10 nœuds (19 km/h) et de 64 milles nautiques (119 km) à 2 nœuds (3,7 km/h) en immersion.
Les sous-marins de classe S étaient armés de six tubes lance-torpilles de 21 pouces (533 mm) à l'avant. Ils transportaient six torpilles de rechargement pour un total d'une douzaine de torpilles. Ils étaient également armés d'un canon de pont de 3 pouces (76 mm).

## Historique
Commandé le 2 janvier 1933 dans le cadre du programme de construction de 1931, le HMS Shark est posé le 12 juin 1933 dans le chantier naval de Chatham Dockyard à Chatham en Angleterre. Il est lancé le 31 mai 1934. Le sous-marin est mis en service le 31 décembre 1934 et a reçu le numéro de fanion (Pennant number) 72S.

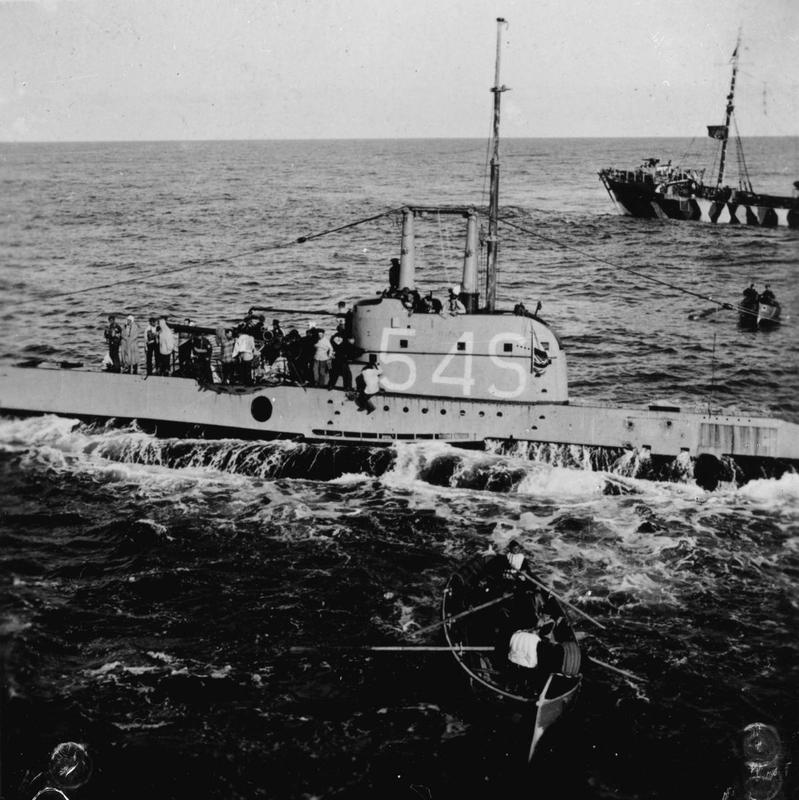
La dernière image du Shark, le 6 juillet 1940, juste avant qu'il ne soit sabordé pour empêcher sa capture par les Allemands.

Le sous-marin a été attaqué par des avions allemands alors qu'il faisait surface en patrouille au large des côtes norvégiennes près de Skudenes le 5 juillet 1940. Alors qu'il tentait de repousser les avions, le sous-marin réussit à abattre un Dornier Do 17. En raison des dommages subis par le sous-marin et d'une nouvelle attaque probable de l'avion ennemi au-dessus de lui, il fut décidé de se rendre. Le lendemain, vers 4 heures, les chalutiers dragueurs de mines allemands M-1803, M-1806 et M-1807 arrivèrent sur les lieux et prirent l'équipage à bord. Le Shark est pris en remorque mais l'équipage l'avait sabordé avant de partir. Sous les acclamations des marins britanniques capturés, les équipages des chalutiers allemands ont été contraints de couper les aussières avant que le Shark ne coule et n'emporte les remorqueurs avec lui. Le Shark coule d'abord par la poupe à environ 25 milles nautiques (46 km) à l'ouest-sud-ouest d'Egersund, en Norvège.
Le commandant du sous-marin, le Lieutenant Peter Buckley, a participé à la planification de plusieurs tentatives d'évasion de son camp de prisonniers de guerre. L'ERA (Engine Room Artificer) W. E. Wally Hammond a fait un certain nombre de tentatives d'évasion avant d'être détenu dans le camp Oflag IV-C à Colditz. Avec l'ERA (Engine Room Artificer) Don Tubby Lister du sous-marin HMS Seal, il a réussi à s'échapper en faisant campagne pour être transféré de Colditz, en faisant valoir qu'il n'était pas officier. Il a été transféré à la prison de Lamsdorf, s'est échappé d'un groupe de travail de Breslau et a atteint l'Angleterre via la Suisse en 1943,.

## Commandants
- Lieutenant (Lt.) Peter Noel Buckley (RN) du 16 janvier 1939 au 6 juillet 1940.

Notes: RN: Royal Navy